# منزل يزدانبناة
منزل يزدانبناة (بالفارسية: خانه یزدانپناه) هو منزل تاريخي يعود إلى عصر القاجاريون، ويقع في قم.